# Procuraduría General de Venezuela
La Procuraduría General de Venezuela asesora, defiende y representa judicial y extrajudicialmente los intereses patrimoniales de la República y funge cómo instancia de consulta para la aprobación de los contratos de interés público de la nación.

## Funciones
Las funciones del procurador (a) general de la República son:
- Desarrollar un Sistema Integral de Asesoría Jurídica, para homogeneizar la política jurídica del Estado.
- Asesorar jurídicamente al Estado en materia de bienes e intereses patrimoniales de la República.
- Representar y defender judicial y extrajudicialmente los intereses de la República.
- Dictaminar sobre las cuestiones internacionales que rocen con la soberanía nacional.
- Vigilar el cumplimiento de las leyes, decretos y resoluciones del Gobierno Nacional.
- Promover todo lo conveniente a los intereses de la Nación.
- Emitir su opinión sobre los contratos de interés nacional.

El procurador general de la República asiste y forma parte del consejo de ministros, con voz pero sin voto.

## Lista de Procuradores Generales de la República[2][3]
| Procuradores Generales de Venezuela |                                |                  |                             |
| Orden                               | Procurador (a)                 | Período          | Presidente                  |
| 1                                   | Diego Bautista Urbaneja        | 1863 - 1867      | Juan Crisóstomo Falcón      |
| 2                                   | José Manuel Montenegro         | 1894 - 1898      | Joaquín Crespo              |
| 3                                   | Pedro Febre Cordero            | 1898             | Ignacio Andrade             |
| 4                                   | Juvenal Anzola                 | 1898 - 1899      | Ignacio Andrade             |
| 5                                   | Juvenal Anzola                 | 1899 - 1900      | Cipriano Castro             |
| 6                                   | Rafael Seijas                  | 1900             | Cipriano Castro             |
| 7                                   | Rafael María Galavís           | 1900 - 1901      | Cipriano Castro             |
| 8                                   | Francisco Arroyo Parejo        | 1901 - 1907      | Cipriano Castro             |
| 9                                   | Guillermo Tell Villegas Pulido | 1909 - 1913      | Juan Vicente Gómez          |
| 10                                  | Pedro Manuel Arcaya            | 1913 - 1914      | José Gil Fortoul            |
| 11                                  | Alejandro Urbaneja             | 1914 - 1919      | Victorino Marquez Bustillos |
| 12                                  | Guillermo Tell Villegas Pulido | 1919 - 1922      | Victorino Marquez Bustillos |
| 13                                  | Guillermo Tell Villegas Pulido | 1922 - 1929      | Juan Vicente Gómez          |
| 14                                  | Guillermo Tell Villegas Pulido | 1929 - 1931      | Juan Bautista Pérez         |
| 15                                  | Arminio Borjas                 | 1931             | Juan Bautista Pérez         |
| 16                                  | Arminio Borjas                 | 1931             | Juan Bautista Pérez         |
| 17                                  | Abel Santos                    | 1931 - 1932      | Juan Bautista Pérez         |
| 18                                  | Guillermo Tell Villegas Pulido | 1932 - 1936      | Juan Bautista Pérez         |
| 19                                  | Juan José Abreu                | 1936 - 1941      | Eleazar López Contreras     |
| 20                                  | Gustavo Manrique Pacaníns      | 1941 - 1945      | Isaías Medina Angarita      |
| 21                                  | Rafael Caldera                 | 1945 - 1946      | Rómulo Betancourt           |
| 22                                  | José Manuel Padilla Hernández  | 1946             | Rómulo Betancourt           |
| 23                                  | Rubén Corredor                 | 1946 - 1948      | Rómulo Betancourt           |
| 24                                  | Martín Pérez Guevara           | 1948             | Rómulo Gallegos             |
| 25                                  | Antonio Pulido Villafañe       | 1948 - 1950      | Carlos Delgado Chalbaud     |
| 26                                  | Antonio Pulido Villafañe       | 1950 - 1952      | Germán Suárez Flamerich     |
| 27                                  | Antonio Pulido Villafañe       | 1952 - 1953      | Marcos Pérez Jiménez        |
| 28                                  | Darío Parra                    | 1953 - 1956      | Marcos Pérez Jiménez        |
| 29                                  | Luis Alfonso Osorio            | 1956 - 1958      | Marcos Pérez Jiménez        |
| 30                                  | Pablo Ruggeri Parra            | 1958             | Édgar Sanabria              |
| 31                                  | Pablo Ruggeri Parra            | 1958 - 1959      | Wolfgang Larrazábal         |
| 32                                  | Pablo Ruggeri Parra            | 1958 - 1961      | Rómulo Betancourt           |
| 33                                  | José Santiago Núñez Aristimuño | 1961 - 1965      | Rómulo Betancourt           |
| 34                                  | Eloy Lares Martínez            | 1965 - 1969      | Raúl Leoni                  |
| 35                                  | Luis Henrique Farías Mata      | 1969             | Raúl Leoni                  |
| 36                                  | José Guillermo Andueza Acuña   | 1969 - 1974      | Rafael Caldera              |
| 37                                  | Eduardo Ramírez López          | 1974 - 1979      | Carlos Andrés Pérez         |
| 38                                  | Carlos Leáñez Sievert          | 1979 - 1984      | Luis Herrera Campins        |
| 39                                  | Luis Beltrán Guerra            | 1984 - 1988      | Jaime Lusinchi              |
| 40                                  | Emilio Ramos de la Rosa        | 1988 - 1989      | Jaime Lusinchi              |
| 41                                  | Juan José Rachadell            | 1989 - 1992      | Carlos Andrés Pérez         |
| 42                                  | Nelson José Socorro Calderas   | 1992 - 1993      | Carlos Andrés Pérez         |
| 43                                  | Ricardo Ernst Contreras        | 1993             | Octavio Lepage              |
| 44                                  | Ricardo Ernst Contreras        | 1993 - 1994      | Ramón José Velasquez        |
| 45                                  | Jesús Petit Da Costa           | 1994 - 1997      | Rafael Caldera              |
| 46                                  | Juan Garrido                   | 1997 - 1999      | Rafael Caldera              |
| 47                                  | Javier Elechiguerra Naranjo    | 1999 - 2000      | Hugo Chávez                 |
| 48                                  | Heitel Alvarado Rotundo        | 2000             | Hugo Chávez                 |
| 49                                  | Marisol Plaza Irigoyen         | 2000 - 2006      | Hugo Chávez                 |
| 50                                  | Gladys Gutiérrez               | 2006 - 2011      | Hugo Chávez                 |
| 51                                  | Margarita Mendola              | 2011             | Hugo Chávez                 |
| 52                                  | Carlos Escarrá                 | 2011 - 2012      | Hugo Chávez                 |
| 53                                  | Cilia Flores                   | 2012-2013        | Hugo Chávez                 |
| 54                                  | Manuel Galindo Ballesteros     | 2013-2014        | Nicolás Maduro              |
| 55                                  | Reinaldo Muñoz Pedroza         | 2014-2025        | Nicolás Maduro              |
| 56                                  | Reinaldo Muñoz Pedroza         | 2025-en el cargo | Nicolás Maduro              |

## Enláces externos
- Sitio web

- Datos: Q17154957